# .pl
‎.pl‏ دامنه اینترنتی اختصاص داده شده به کشور لهستان است.
این دامنه توسط ناسک (NASK) یعنی سازمان پژوهش و توسعه لهستان مدیریت می‌شود.
این سازمان یکی از بنیادگذاران سنتر (CENTR) یعنی شورای ثبت‌های سطح بالای دامنه‌های ملی اروپا است.
دامنه .pl در سال ۱۹۹۰ یعنی پس از کاهش تحریم کوکوم (COCOM) بر کشورهای کمونیست پیشین ایجاد شد. کوکوم یا همان «کارگروه هماهنگ‌کنندهٔ کنترل بر صادرات چندجانبه»∗ سازمان مؤثر بر تحریم غرب نسبت به بلوک شرق بود.
نخستین زیردامنهٔ .pl تحت عنوان .pwr.pl مربوط به دانشگاه فنی وروسلاو بود.